# Liste traditioneller chinesischer Musikinstrumente
Dieses ist eine alphabetische Liste traditioneller chinesischer Musikinstrumente. Sie enthält die chinesische Bezeichnung, die Pinyin-Schreibung (mit Tönen), den Instrumententyp bzw. die Art der Tonerzeugung, führt nach den verwendeten traditionellen Baumaterialien die altchinesische Bayin (Acht Klänge)-Kategorien auf (auch wenn beispielsweise für die Saiteninstrumente heutzutage überwiegend Metall- oder Nylonsaiten in der Kategorie Seide verwendet werden) und nennt einige weitere Zahlen & Fakten. Es werden auch einige Instrumente nationaler chinesischer Minderheiten mit aufgenommen.

## Tabellarische Übersicht
| Name des Instruments (Pinyin)                                                      | Instrumententyp bzw. Tonerzeugung                                   | Bayin-Kategorie                         | Zahlen & Fakten | sonstiges |
| ---------------------------------------------------------------------------------- | ------------------------------------------------------------------- | --------------------------------------- | --- | --- |
| Aijieke (艾捷克, àijiékè)                                                          | Streichinstrument                                                   | Seide                                   | vier Saiten | in Xinjiang; ähnlich dem Instrument Kamantsche chinamedley.com |
| Aizai (嗳仔, ǎizǎi)                                                                | Holzblasinstrument                                                  | Bambus                                  | kleine Suona (Oboe), Provinz Fujian, auch Nan'ai (南嗳, nán'ǎi südliche Oboe) genannt                                                                          | in der Südlichen Musik aus der Provinz Fujian (福建南曲, Fújiàn nánqǔ) verwendet, die auch unter dem Namen Nanyin (南音, nányīn) u. a. bekannt ist |
| Bajiaogu (八角鼓, bājiǎogǔ)                                                        | Schlaginstrument                                                    | Leder                                   | achteckiges Tamburin chinamedley.com | hauptsächlich zur Begleitung von Sprechgesang in Nordostchina |
| Bangu (板鼓, bǎngǔ)                                                                | Schlaginstrument                                                    | Leder                                   | kleine, hochtönige einfellige Klappertrommel | Takttrommel in der chinesischen Oper (Pekingoper u. a.) |
| Bangzi (梆子, bāngzi)                                                              | Schlaginstrument                                                    | Holz                                    | Hartholzklapper, hochtöniger Holzblock, von einem dünneren Holzblock angeschlagen                                                                              | wichtigstes Begleitinstrument in Holzklapper-Stücken (bāngzi xì) |
| Banhu (板胡, bǎnhú)                                                                | Streichinstrument                                                   | Seide                                   | 2 Saiten | Resonanzkörper aus Kokosnuss oder Holz |
| Bawu (巴乌/巴烏, bāwū)                                                             | Blasinstrument                                                      | Bambus                                  | durchschlagende Zunge | Holzquerflöte |
| Bei (Instrument) (贝, bèi)                                                         | Blasinstrument                                                      |                                         | Schneckenhorn | auch Hailuo (海螺, hǎiluó) genannt |
| Biangu (扁鼓, biǎngǔ)                                                              | Schlaginstrument                                                    | Leder                                   | mit Schlegeln gespielte flache Trommel | baike.baidu.com, koreanisch |
| Bianqing / Klangsteinspiel (編磬 / 编磬, biānqìng)                                 | Lithophon                                                           | Stein                                   | in einem Holzrahmen aufgehängte Platten, mit Holzhämmerchen angeschlagen (vgl. Grab des Markgrafen Yi von Zeng) (曾侯乙)                                       | |
| Bianzhong / Chinesisches Glockenspiel (編鐘 / 编钟, biānzhōng)                     | Schlaginstrument                                                    | Metall                                  | aus einem Glockentyp oder auch aus mehreren zusammengesetzt | (s. Grab des Markgrafen Yi von Zeng) (曾侯乙) |
| Biqigu (荸荠鼓, bíqigǔ)                                                            | Schlaginstrument                                                    | Metall                                  | | web |
| Bo (鎛 / 镈, bó)                                                                   | Schlaginstrument                                                    | Metall                                  | große bronzene Glocke, mit Hammer geschlagen | Bianbo |
| Bo (鈸 / 钹, bó)                                                                   | Schlaginstrument                                                    | Metall                                  | Becken | |
| Bofu (搏拊, bófǔ)                                                                  | Schlaginstrument                                                    | Holz                                    | Holztrommel, altes Schlaginstrument | |
| Bolanggu (拨浪鼓, bōlànggǔ)                                                        | Schlaginstrument                                                    | Holz                                    | handliche Rasseltrommel in mehreren Größen | auch 鼗 Tao (鼗, táo) oder 鼗鼓 Taogu (鼗鼓, táogǔ) genannt |
| Chi (Flöte) (篪, chí)                                                              | Blasinstrument                                                      | Bambus                                  | alte Querflöte, durchschlagende Zunge | baike.baidu.com |
| Chunyu (錞于, chúnyú)                                                              | Schlaginstrument                                                    | Metall                                  | alte Glocke | siehe baike.baidu.com Foto |
| Chuzeng Baizhong (楚曾百鐘 / 楚曾百钟, Chǔ Zēng bǎi zhōng)                         |                                                                     |                                         | | donghairen.com, siehe bianzhong |
| Cizhonghu – siehe Xiaodihu                                                         |                                                                     |                                         | | |
| Dadihu Große dihu (大低胡, dàdīhú)                                                 | Streichinstrument                                                   | Seide                                   | | zwei Oktaven tiefer als die Erhu baike.baidu.com |
| Dagu (大鼓, dàgǔ)                                                                  | Schlaginstrument                                                    | Leder, große Trommel                    | Trommel | (auch eine Form des Sprechgesangs) |
| Daguangxian (大广弦/大廣弦, dàguǎngxián)                                           | Streichinstrument                                                   | Seide                                   | | überwiegend bei den Hakka, in Taiwan und Fujian |
| Dahu (大胡, dàhú), siehe Xiaodihu                                                  | Streichinstrument                                                   | Seide                                   | | |
| Dalagu (答腊鼓, dálàgǔ)                                                            | Schlaginstrument                                                    | Leder                                   | westasiatische Zylindertrommel | ähnlich dem jiegu |
| Daluo (大鑼 / 大锣, dàluó)                                                         | Schlaginstrument                                                    | Metall                                  | "Großer Gong", dünn und flach, an einer Schnur aufgehängt | |
| Dapaqin (大琶琴, dàpáqín) – Bass-Paqin                                             |                                                                     | Seide                                   | | |
| Datong (大筒, dàtǒng)                                                              | Saiteninstrument                                                    | Seide                                   | 2 Saiten | traditionelle Musik Hunans |
| Diangu (点鼓, diǎngǔ), auch Huaigu (懷鼓 / 怀鼓, huáigǔ) genannt                   | Schlaginstrument                                                    |                                         | flache, zweifellige Rahmentrommel, in Shífān gǔ 十番鼓 und Kunqu-Singspielen verwendet                                                                         | |
| Dihu (低胡, dīhú)                                                                  | Streichinstrument                                                   |                                         | 2 Saiten | in drei Größen: Xiaodihu (小低胡, xiǎodīhú) – kleine Dihu, eine Oktave tiefer als die Erhu gestimmt; Zhongdihu (中低胡, zhōngdīhú) – mittlere Dihu, eine Oktave tiefer als die Zhonghu; Dadihu (大低胡, dàdīhú) – große Dihu, zwei Oktaven höher als die Erhu |
| Diyingehu (低音革胡, dīyīn géhú)                                                   | Streichinstrument                                                   | Seide                                   | 4 Saiten | Kontra-Bassinstrument, wie ein Kontrabass gestimmt und gespielt |
| Dizi (Instrument) (笛子, dízi)                                                     | Blasinstrument                                                      | Bambus                                  | Querflöte | mit Membran |
| Dongdi (侗笛, Dòngdí)                                                              | Blasinstrument                                                      | Bambus                                  | Längsflöte | Dong in Südchina |
| Dong-Son-Trommel / "Bronzetrommel" (铜鼓, tónggǔ)                                  | Schlaginstrument                                                    | Metall                                  | Kesselgong | |
| Duxianqin-Zither, Monochord (独弦琴, dúxiánqín)                                    | Zupfinstrument                                                      | Seide                                   | eine Saite | |
| Erhu (二胡, èrhú)                                                                  | Streichinstrument (chin. Geige)                                     | Seide                                   | 2 Saiten | |
| Erxian, Zweisait (二弦, èrxián)                                                    | Streichinstrument                                                   | Seide                                   | 2 Saiten | in der Musik aus Kanton, Chaozhou und in der Nanguan-Musik (Fujian) |
| Fangxiang (方響 / 方响, fāngxiǎng, fang hsiang)                                    | Metallophon                                                         | Metall                                  | ein Satz aus 16 gestimmten Eisenplatten in einem Rahmen | Schlagplattenspiel |
| Fengluo (风锣, fēngluó), wörtlich „Windgong“, auch Shenluo (神锣, shénluó) genannt | Schlaginstrument                                                    | Metall                                  | | |
| Fou (缶, fǒu)                                                                      | Schlaginstrument                                                    | Ton                                     | amphorenförmig | als Gong verwendetes Gefäß aus gebranntem Ton |
| Gaohu (高胡, gāohú)                                                                | Streichinstrument                                                   | Seide                                   | 2 Saiten | auch Yuehu (粤胡, yuèhú) genannt |
| Gehu (géhú 革胡, géhú)                                                             | Streichinstrument                                                   | Seide                                   | 4 Saiten | Bassinstrument, wie ein Cello gespielt und gestimmt |
| Guan (管, guǎn)                                                                    | Blasinstrument                                                      | Bambus                                  | Doppelrohrblattinstrument, Oboe, zylindrisch, entweder aus Hartholz (Nordchina) oder Bambus (Kanton)                                                           | die nördliche Version wird auch Guanzi (管子, guǎnzi) oder Bili (篳篥, bìlì) genannt, die kantonesische Houguan (喉管, hóuguǎn); nach der Größe werden die große (touguan 头管), mittlere (zhongguan 中管) und kleine Oboe (xiaoguan 小管) unterschieden      |
| Guban (鼓板, gǔbǎn)                                                                | Schlaginstrument                                                    | Holz                                    | Klapper aus zwei flachen Holzstücken | im shuochang und in der Pekingoper verwendet |
| Gudi (骨笛, gǔdí)                                                                  | Blasinstrument                                                      |                                         | alte Knochenflöte | |
| Guqin (古琴, gǔqín)                                                                | Zupfinstrument                                                      | Seide                                   | 7 Saiten | Griffbrettzither |
| Guzheng (古箏, gǔzhēng)                                                            |                                                                     |                                         | | |
| Hailuo, siehe Bei (Schneckenhorn)                                                  |                                                                     |                                         | | |
| He (和, hé)                                                                        | Blasinstrument                                                      | Flaschenkürbis                          | Mundorgel mit durchschlagenden Zungen | ähnlich der Mundorgel Sheng, aber gewöhnlich kleiner, bereits in Orakelknocheninschriften |
| Hexian (和弦, héxián)                                                              | Streichinstrument                                                   | Seide                                   | 2 Saiten | Hakka auf Taiwan |
| Huaigu, siehe Diangu                                                               |                                                                     |                                         | | |
| Huapengu Blumentopf-Trommel (花盆鼓, huāpéngǔ)                                     | Schlaginstrument                                                    |                                         | mit zwei Schlegeln gespielt | baike.baidu.com |
| Huihu (徽胡, huīhú)                                                                | Saiteninstrument                                                    | Seide                                   | 2 Saiten | das wichtigste Begleitinstrument der Hui-Oper (徽劇 / 徽剧, Huījù) bzw. Huizhou-Oper, eine der lokalen Operngattungen in der Provinz Anhui |
| Huluhu (葫芦胡, húluhú)                                                            | Streichinstrument                                                   | Seide                                   | 2 Saiten, Resonanzkörper aus Flaschenkürbis | Zhuang in Guangxi |
| Huluqin (葫芦琴, húluqín)                                                          | Streichinstrument                                                   | Seide                                   | 2 Saiten | Resonanzkörper aus Flaschenkürbis, Naxi in Yunnan |
| Hulusheng (葫蘆笙/葫芦笙, húlúshēng)                                               | Blasinstrument                                                      | Flaschenkürbis                          | Mundorgel, Durchschlagzungeninstrument, Flaschenkürbis als Korpus                                                                                              | SW-China, in Yunnan |
| Hulusi (葫蘆絲 / 葫芦丝, húlúsī)                                                   | Blasinstrument                                                      | Flaschenkürbis                          | Mundorgel, Durchschlagzungeninstrument | Südwest-China, mit drei Bambuspfeifen auf einem Flaschenkürbiswindkasten, eine Pfeife hat Fingerlöcher, die anderen beiden sind Bordunpfeifen; überwiegend in der Provinz Yunnan                                                                              |
| Huqin (胡琴, húqin)                                                                | Streichinstrument                                                   | Seide                                   | 2 Saiten | eine große Familie von vertikal gehaltenen, mit einem Bogen gespielten Instrumenten |
| Huzuo Niaojia Gu (虎座鳥架鼓, hǔzuò niǎojiàgǔ)                                     | Schlaginstrument                                                    | Leder                                   | Trommel | |
| Jiaohu (角胡, jiǎohú)                                                              | Streichinstrument                                                   | Seide                                   | 2 Saiten | Gelao in Guangxi, auch Miao und Dong |
| Jiaoweiqin (焦尾琴, jiāowěiqín)                                                    | Saiteninstrument                                                    | Seide, baike.baidu.com 中国古代四大名琴 | | |
| Jiegu (羯鼓, jiégǔ)                                                                | Schlaginstrument                                                    |                                         | Sanduhrtrommel | in der Tang-Dynastie gespielt |
| Jing'erhu (京二胡, jīng'èrhú)                                                      | Streichinstrument                                                   | Seide                                   | Pekingoper | |
| Jinghu (京胡, jīnghú)                                                              | Streichinstrument                                                   | Seide                                   | 2 Saiten | Pekingoper |
| Konghou (箜篌, kōnghóu)                                                            | Zupfinstrument                                                      | Seide                                   | Harfe | |
| Koudi (口笛, kǒudí)                                                                | Blasinstrument                                                      | Bambus                                  | Querflöte | |
| Kouxian (口弦, kǒuxián)                                                            |                                                                     |                                         | Maultrommel | aus Bambus oder Metall |
| Laba (喇叭, lǎba)                                                                  | Blechblasinstrument                                                 | Metall                                  | lange, gerade Trompete ohne Ventile | |
| Leiqin (雷琴, léiqín)                                                              | Streichinstrument                                                   | Seide                                   | 2 Saiten | mit Griffbrett baike.baidu.com |
| Lilie (Instrument) (唎咧, līliě)                                                   | Blasinstrument                                                      |                                         | Rohrblattinstrument | mit einer konischen Bohrung, gespielt von den Li auf Hainan |
| Ling (Instrument) (鈴 / 铃, líng)                                                  | Schlaginstrument                                                    |                                         | | |
| Linggu (鈴鼓 / 铃鼓, línggǔ)                                                       | Schlaginstrument                                                    |                                         | Schellentrommel | |
| Liuqin (柳琴, liǔqín)                                                              | Zupfinstrument                                                      | Seide                                   | 4 Saiten, birnenförmiger Korpus | Laute |
| Luo (鑼 / 锣, luó)                                                                 | Schlaginstrument                                                    | Metall                                  | Gong | |
| Lusheng (蘆笙 / 芦笙, lúshēng)                                                     | Blasinstrument                                                      | Flaschenkürbis                          | Mundorgel mit durchschlagenden Zungen, mit fünf oder sechs Pfeifen                                                                                             | von verschiedenen Nationalitäten in Südwestchina und in benachbarten Ländern gespielt |
| Maguhu (马骨胡, mǎgǔhú)                                                            | Streichinstrument                                                   | Seide                                   | 2 Saiten | Resonanzkörper aus Pferdeknochen, bei Zhuang und Bouyei, Südchina |
| Mangtong (芒筒, mángtǒng)                                                          |                                                                     | Bambus                                  | längs gespielt | |
| Matouqin, Mongolische Pferdekopfgeige (馬頭琴 / 马头琴, mǎtóuqín)                  | Saiteninstrument                                                    | Seide                                   | 2 Saiten | |
| Morin chuur, siehe Matouqin (Mongolische Pferdekopfgeige)                          |                                                                     |                                         | | |
| Muye (Instrument) (木叶, mùyè)                                                     | Blasinstrument                                                      |                                         | Baumblatt als Blasinstrument (baike.baidu.com) | |
| Muyu „Holzfisch“ (木鱼/木魚, mùyú)                                                 | Schlaginstrument                                                    | Holz                                    | | Buddhismus |
| Nao (Becken) (鐃 / 铙, náo oder 鐃鈸 / 铙钹, náobó)                                | Schlaginstrument                                                    | Metall                                  | alte Becken | siehe auch Nao (Glocke) |
| Nao (Glocke) (鐃 / 铙, náo); auch Shangnao (商鐃 / 商铙, shāngnáo) genannt         | Schlaginstrument                                                    | Metall                                  | alte Glocke | Shang-Dynastie, siehe auch Nao (Becken) |
| Niutuiqin oder Niubatui (牛腿琴, niútuǐqín oder 牛巴腿, niúbātuǐ)                  | Streichinstrument                                                   | Seide                                   | | Dong in Guizhou |
| Niuzhong (钮钟, niǔzhōng)                                                          | Schlaginstrument                                                    | Metall                                  | Glocke mit Aufhängung | (vgl. Grab des Markgrafen Yi von Zeng) (曾侯乙) gg-art.com |
| Paiban (拍板, pāibǎn)                                                              | Schlaginstrument                                                    | Holz                                    | Streifenklapper(?) | Klapper aus mehreren flachen Holzstücken |
| Paigu (排鼓, páigǔ)                                                                | ein Satz von mit Schlegeln gespielten 5 bis 6 Trommeln              | Leder                                   | | |
| Paixiao (排簫 / 排箫, páixiāo)                                                     | Blasinstrument                                                      | Bambus                                  | chinesische Panflöte | Längsflöte |
| Paqin (琶琴, páqín)                                                                | modernes Streichinstrument (Dapaqin) (大琶琴, dàpáqín) – Bass-Paqin | Seide                                   | | |
| Pengling (碰铃, pènglíng)                                                          | Schlaginstrument                                                    | Metall                                  | ein Paar kleiner, schalenförmiger klöppelloser Zymbeln bzw. Glocken, die mit einer Schnur miteinander verbunden sind und gegeneinander geschlagen werden       | |
| Pipa (琵琶, pípa)                                                                  | Zupfinstrument                                                      | Seide                                   | birnenförmiger Korpus, 4- oder 5-saitige Laute | |
| Qin (琴, qín)                                                                      | Zupfinstrument                                                      | Seide                                   | | |
| Qing (Instrument)/Klangstein (磬, qìng)                                            | Schlaginstrument                                                    | Stein                                   | | s. auch Klangsteinspiel |
| Qinqin (秦琴, qínqín)                                                              | Zupfinstrument                                                      | Seide                                   | | Holzkorpus, Hals mit Bünden |
| Qixian Qin (七弦琴, qīxiánqín), siehe Guqin                                        | Zupfinstrument                                                      | Seide                                   | Die "7-Saitige Qin" | |
| Qun (錞), falsche Lesung                                                           |                                                                     |                                         | | |
| Rawap                                                                              | Zupfinstrument                                                      |                                         | | Xinjiang |
| Ruan (阮, ruǎn)                                                                    | Zupfinstrument                                                      | Seide                                   | runder Korpus, 5 Größen: Gaoyinruan, Xiaoruan, Zhongruan, Daruan und Diyinruan                                                                                 | |
| Sanhu (三胡, sānhú)                                                                | Saiteninstrument                                                    | Seide                                   | 3 Saiten | eine Erhu mit einer zusätzlichen Basssaite, in den 1970er Jahren entwickelt soomal.com |
| Sanxian (三弦, sānxián)                                                            | Zupfinstrument                                                      | Seide                                   | Laute, bundloser Hals | |
| Satar (萨它尔, Sàtā'ěr, 沙塔尔)                                                    | Saiteninstrument                                                    |                                         | langhalsige gestrichene Laute | in Xinjiang |
| Se (Instrument) (瑟, sè)                                                           | Zupfinstrument                                                      | Seide                                   | 25 Saiten, bewegliche Stege | nach alten Quellen 13, 25 oder 50 Saiten |
| Shangnao (商鐃 / 商铙, shāngnáo), siehe Nao (Glocke)                               |                                                                     |                                         | | |
| Sheng (笙, shēng)                                                                  | Blasinstrument                                                      | Flaschenkürbis                          | Mundorgel mit durchschlagenden Zungen, aus einer unterschiedlichen Anzahl von Bambusröhren, die in eine Flaschenkürbiskammer mit Fingerlöchern gesteckt werden | |
| Shimianluo (十面锣, shímiànluó)                                                    | Schlaginstrument                                                    | Metall                                  | 10 gestimmte Gongs in einem Rahmen | |
| Shuangguan (雙管 / 双管, shuāngguǎn)                                               | Blasinstrument                                                      |                                         | Doppeloboe | baike.baidu.com |
| Sihu (四胡, sìhú)                                                                  | Streichinstrument                                                   | Seide,                                  | 4 Saiten, paarweise gestimmt | |
| Suona (唢呐/嗩吶, suǒnà)                                                           | Blasinstrument                                                      | Bambus                                  | Oboe, konisch, metallene Schallkörper, Doppelrohrblattinstrument; auch Haidi (海笛, hǎidí) genannt                                                             | |
| Tanggu (Instrument) (堂鼓, tánggǔ)                                                 | Schlaginstrument                                                    |                                         | mit zwei Schlegeln gespielte mittelgroße Fasstrommel | |
| Tangqin (唐琴, tángqín), siehe Guqin                                               | Zupfinstrument                                                      | Holz                                    | Eine Guqin aus der Tang-Dynastie | |
| Tao (鼗, táo) oder tao gu (鼗鼓, táo gǔ), siehe Bolang Gu                          | Schlaginstrument                                                    | Holz                                    | handliche Rasseltrommel in mehreren Größen | |
| Tiqin (提琴, tíqín)                                                                | Streichinstrument                                                   | Seide                                   | 2 Saiten | in Kunqu und der Musik aus Chaozhou, Kanton, Fujian und Taiwan |
| Tonggu, siehe Bronzetrommel bzw. Kesselgong (tónggǔ 铜鼓, tónggǔ)                  |                                                                     |                                         | | |
| Tuhu (Instrument) (土胡, tǔhú)                                                     | Streichinstrument                                                   | Seide                                   | | Zhuang in Guangxi |
| Waqin (瓦琴, wǎqín)                                                                | Schlaginstrument                                                    | Ziegel                                  | Ein Xylophon aus "Dachziegeln" (oder eher der Substanz) | |
| Wutong Qin (梧桐琴, wútóngqín), siehe Guqin                                        | Zupfinstrument                                                      | Holz                                    | Eine Gu Qin aus dem Holz des Wutong-Baumes | |
| Xiao (簫 / 箫, xiāo)                                                               | Blasinstrument                                                      | Bambus                                  | Längsflöte, auch Dongxiao (洞簫 / 洞箫, dòngxiāo) genannt | |
| Xiaodihu (小低胡, xiǎodīhú); auch Dahu (Instrument) (大胡, dàhú) oder Cizhonghu    |                                                                     | Seide                                   | | |
| Xiaoluo (小锣, xiǎoluó)                                                            | Schlaginstrument                                                    | Metall                                  | Kleiner Gong | |
| Xindi (新笛, xīndí; modern, 21 Löcher)                                             | Blasinstrument                                                      | Bambus                                  | Querflöte | |
| Xiqin (奚琴, xīqín)                                                                | Streichinstrument                                                   |                                         | alter Prototyp der Huqin-Familie der Streichinstrumente | |
| Xun (塤, xūn)                                                                      | Blasinstrument                                                      | Ton                                     | baike.baidu.com | Gefäßflöte (Okarina) |
| Yanggegu (秧歌鼓, yānggegǔ) Reispflanzgesangstrommel                               | Schlaginstrument                                                    |                                         | | baike.baidu.com |
| Yangqin (揚琴, yángqín)                                                            | Saiteninstrument                                                    | Seide                                   | chinesisches Hackbrett | Saiten werden mit Bambusklöppeln angeschlagen, unterschiedliche Saitenzahl |
| Yaogu (腰鼓, yāogǔ)                                                                | Schlaginstrument                                                    |                                         | Hüfttrommel | |
| Yazheng (牙箏, yázhēng oder 轧筝/軋箏, yàzhēng)                                    | Saiteninstrument                                                    | Seide                                   | mit Streichbogen gespielte Zither, auch Yaqin 軋琴 / 轧琴, yàqín genannt                                                                                       | baike.baidu.com |
| Yehu (椰胡, yēhú)                                                                  | Streichinstrument                                                   | Seide                                   | 2 Saiten, Resonanzkörper aus Kokosnuss | Musik aus Chaozhou, Kanton |
| Yongzhong / Yong-Glocke (甬钟, yǒngzhōng)                                          | Schlaginstrument                                                    | Metall                                  | in bianzhong (编钟) | Glockenspiele im Grab des Markgrafen Yi von Zeng und Grab des Markgrafen von Cai in Shouxian |
| Yu (竽, yú)                                                                        | Blasinstrument                                                      | Flaschenkürbis                          | Mundorgel mit durchschlagenden Zungen, ähnlich der Mundorgel Sheng, aber gewöhnlich größer                                                                     | |
| Yu/Schraptiger (敔, yǔ)                                                            | Schlaginstrument                                                    | Holz                                    | geschrabt | |
| Yue (Instrument) (籥, yuè)                                                         | Blasinstrument                                                      | Bambus                                  | Längsflöte, alte Kerbflöte, mit drei Fingerlöchern | in konfuzianischer Ritualmusik und Tanz verwendet |
| Yueqin (月琴, yuèqín) Mondgitarre                                                  | Zupfinstrument                                                      | Seide                                   | 4 paarweise gestimmte Saiten | Holzkorpus, kurzer Hals mit Bünden |
| Yunluo (雲鑼 / 云锣, yúnluó) Wolkengongs                                           | Schlaginstrument                                                    | Metall                                  | 10 oder mehr kleine gestimmte Gongs in einem Rahmen | |
| Zhangu (战鼓, zhàngǔ)                                                              | Schlaginstrument                                                    |                                         | Kriegstrommel, mit zwei Schlegeln gespielt | |
| Zheng/Wölbbrettzither/Guzheng (古箏, gǔzhēng; häufig einfach Zheng genannt)        | Zupfinstrument                                                      | Seide                                   | 16–26 Saiten, bewegliche Stege | |
| Zhengni (筝尼, zhēngní)                                                            | Saiteninstrument                                                    |                                         | mit einem Bogen gespielte Zither, namentlich die Zither der buddhistischen Nonnen                                                                              | |
| Zhong (Instrument) (鐘 / 钟, zhōng)                                                | Schlaginstrument                                                    | Metall                                  | Glocke | |
| Zhongdihu (中低胡, zhōngdīhú)                                                      | Streichinstrument                                                   | Seide                                   | | |
| Zhonghu (中胡, zhōnghú)                                                            | Streichinstrument                                                   | Seide                                   | 2 Saiten | |
| Zhu-Halbröhrenzither (筑, zhù)                                                     | Saiteninstrument                                                    | Seide                                   | Hackbrett mit Bambushämmerchen gespielt – teilweise gezupfte, aber auch mit einem Stöckchen geschlagen                                                         | |
| Zhu/Schlagkasten (柷, zhù)                                                         | Schlaginstrument                                                    | Holz                                    | | Ritualmusik |
| Zhuihu (坠胡, zhuìhú)                                                              | Streichinstrument                                                   | Seide                                   | 2 Saiten | |
| Zhuiqin (墜琴/坠琴, zhuìqín)                                                       | Streichinstrument                                                   |                                         | 2 Saiten, mit Griffbrett | |